# Comunidad de comunas del Valle de Argelès-Gazost
La Comunidad de comunas del Valle de Argelès-Gazost (Communauté de communes de la Vallée d' Argelès-Gazost en francés), es una estructura intercomunal francesa situada en el departamento francés de Altos Pirineos de la región de Mediodía-Pirineos.

## Historia
Fue creada el 20 de diciembre de 1996 con la unión de dieciséis de las veintitrés comunas del antiguo cantón de Argelès-Gazost, y que actualmente forman parte del nuevo cantón de Valle de los Gaves.

## Nombre
Debe su nombre a que las dieciséis comunas se hallan situadas en el área de influencia de Argelès-Gazost.

## Composición
La Comunidad de comunas reagrupa 16 comunas:
| Comuna          | Código INSEE | Región             | Población (2012) | Superficie (km²) | Densidad (hab./km²) |
| --------------- | ------------ | ------------------ | ---------------- | ---------------- | ------------------- |
| Agos-Vidalos    | 65004        | Valle de los Gaves | 403              | 6.11             | 66                  |
| Arcizans-Avant  | 65021        | Valle de los Gaves | 375              | 15.04            | 25                  |
| Argelès-Gazost  | 65025        | Valle de los Gaves | 3069             | 3.05             | 1006                |
| Artalens-Souin  | 65036        | Valle de los Gaves | 125              | 3.90             | 32                  |
| Ayros-Arbouix   | 65055        | Valle de los Gaves | 278              | 2.72             | 102                 |
| Ayzac-Ost       | 65056        | Valle de los Gaves | 430              | 3.08             | 140                 |
| Beaucens        | 65056        | Valle de los Gaves | 430              | 3.08             | 140                 |
| Boô-Silhen      | 65098        | Valle de los Gaves | 270              | 3.12             | 87                  |
| Gez             | 65202        | Valle de los Gaves | 319              | 3.89             | 82                  |
| Ouzous          | 65352        | Valle de los Gaves | 197              | 4.76             | 41                  |
| Préchac         | 65371        | Valle de los Gaves | 237              | 1.59             | 149                 |
| Saint-Pastous   | 65393        | Valle de los Gaves | 127              | 8.20             | 15                  |
| Salles          | 65400        | Valle de los Gaves | 205              | 27.48            | 8                   |
| Sère-en-Lavedan | 65420        | Valle de los Gaves | 66               | 1.87             | 35                  |
| Vier-Bordes     | 65467        | Valle de los Gaves | 101              | 9.39             | 11                  |
| Villelongue     | 65473        | Valle de los Gaves | 400              | 20.46            | 20                  |

## Competencias
La comunidad es un organismo público de cooperación intercomunal.
Sus recursos provienen del impuesto sobre los rendimientos del trabajo único, del sistema de contribuciones que se aplica a los residuos y asignaciones y subvenciones de diversos socios.
Sus competencias en general se centran en el desarrollo económico, medio ambiental, de empleo y los servicios comunitarios a los habitantes:
- Ordenación del Territorio
  - Plan de Coherencia Territorial (SCOT, en francés).
  - Plan Sectorial.
- Desarrollo y organización económica
  - Acción de desarrollo económico de las actividades industriales, comerciales o de empleo, (apoyo de las actividades agrícolas y forestales...).
  - Creación, organización, mantenimiento y gestión de zonas de actividades industriales, comerciales, terciario, artesanal o turístico.
- Desarrollo y organización social y cultural
  - Actividades culturales y socioculturales.
  - Actividades deportivas.
  - Construcción y/u organización, mantenimiento, gestión de equipamientos o establecimientos culturales, socioculturales, socioeducativos, deportivos…, etc.
  - Transporte escolar.
- Medio ambiente
  - Saneamiento no colectivo.
  - Recogida y tratamiento de los residuos urbanos y asimilados.
  - Protección y valorización del Medio Ambiente.
- Vivienda y hábitat
  - Programa local del hábitat.
- Servicio de vías públicas
  - Creación, organización y mantenimiento del servicio de vías públicas.
- Otros
  - Adquisición comunal de material.
  - Informática, Talleres vecinales.